# レッド・クレイオラ
- レッド・クレイオラ
- レッド・クレイヨラ
- レッド・クレオラ
- レッド・クレヨラ

レッド・クレイオラ（The Red Krayola、旧称：The Red Crayola）は、テキサス州ヒューストンで1966年に結成されたアメリカのアヴァンギャルド・ロック・バンド。

## 概要
元々、シンガー/ギタリストのメイヨ・トンプソン、ドラマーのフレデリック・バートヘルム、ベーシストのスティーヴ・カニンガムのトリオで構成されていた。
1960年代のテキサスのサイケデリック・ミュージック・シーンに参加した彼らは、独立系レコード会社インターナショナル・アーティストと契約し、その後、13thフロア・エレベーターズとレーベルメイトになった。彼らはノイズやフリー・インプロヴィゼーションを駆使し、対立的で実験的なアプローチをとる。
レッド・クレイオラ（Red Crayola）は1960年代後半に解散したが、1970年代後半にトンプソンがイギリスに渡り、ポストパンク・シーンで人気を博したことから復活した。トンプソンはその後も自身の音楽プロジェクトやアメリカでの演奏やリリースのために、「レッド・クレイオラ」の名を使い続けているが、契約上の制約によって「Red Crayola」のスペルでは使えなくなっている。その部分をクリアするために「Red Kreyola」の綴りでこの名前を使い続けている。このグループはラフ・トレードやレコメンデッドといったヨーロッパのレーベルからレコードをリリースしている。1990年代半ば、トンプソンはアメリカに戻り、ドラッグ・シティと契約し、さらにアルバムをリリースした。

## ディスコグラフィ

### スタジオ・アルバム
- 『ザ・パラブル・オブ・アラブル・ランド』 - The Parable of Arable Land (1967年)
- 『ゴッド・ブレス・ザ・レッド・クレイヨラ』 - God Bless the Red Krayola and All Who Sail With It (1968年)
- 『ソルジャー・トーク』 - Soldier-Talk (1979年)
- Three Songs on a Trip to the United States (1983年)
- 『メイルファクター、エイド』 - Malefactor, Ade (1989年)
- The Red Krayola (1994年)
- Coconut Hotel (1995年) ※1967年録音
- Hazel (1996年)
- 『フィンガーポインティング』 - Fingerpainting (1999年)
- 『イントロダクション』 - Introduction (2006年)

### With アート&ランゲージ
- Corrected Slogans (1976年)
- 『カンガルー?』 - Kangaroo? (1981年)
- 『ブラック・スネイクス』 - Black Snakes (1983年)
- 『サイズ・トラップト・バイ・ライアーズ』 - Sighs Trapped by Liars (2007年)
- 『ファイヴ・アメリカン・ポートレイツ』 - Five American Portraits (2010年)
- 『ベイビー・アンド・チャイルド・ケア』 - Baby and Child Care (2016年) ※1984年録音

### ライブ・アルバム
- 『ライヴ1967』 - Live 1967 (1998年)
- Live in Paris 13/12/1978 (1998年)

### EP
- Micro-Chips and Fish (1979年)
- Amor and Language (1995年)
- 『ブルース・ハラーズ&ハローズ』 - Blues, Hollers and Hellos (2000年)
- 『レッド・ゴールド』 - Red Gold (2006年)

### サウンドトラック
- Japan in Paris in L.A. (2004年)

### コンピレーション・アルバム & リミックス・アルバム
- Deliverance (1996年)
- 『シングルズ』 - Singles (2004年)
- Hurricane Fighter Plane (2006年)
- Fingerpointing (2008年)